# NGC 3670
NGC 3670 је спирална галаксија у сазвежђу Лав која се налази на NGC листи објеката дубоког неба.
Деклинација објекта је + 23° 56' 44" а ректасцензија 11h 24m 49,6s. Привидна величина (магнитуда) објекта NGC 3670 износи 13,6 а фотографска магнитуда 14,5. NGC 3670 је још познат и под ознакама UGC 6427, MCG 4-27-33, CGCG 126-48, PGC 35067.